# Luigi Perrachio
Luigi Perrachio (Torí (Piemont), 28 de maig, 1883 - idem, 6 de setembre, 1966), va ser un compositor, pianista, professor i escriptor musical italià.

## Biografia i obres
Va començar a estudiar violoncel en la seva joventut després d'haver estat positivament impressionat per una interpretació de la Segona Sonata per a violoncel i piano op. 99 de Johannes Brahms, i sobretot, la del piano, en privat amb Cesare Boerio i més tard amb Ignaz Brüll (1846-1907) durant una estada a Viena (1907-1910).
De tornada a Itàlia es va llicenciar en Dret. També es va matricular al curs de composició al Conservatori Martini de Bolonya, però aviat va entrar en un amarg conflicte amb el seu professor i el va abandonar, continuant estudiant composició com a artista autodidacta. Després va iniciar una intensa activitat com a professor particular de piano i, en un altre nivell, com a pianista, presentant la nova música estrangera i italiana al públic de Torí i vinculant-se als cercles intel·lectualment més vius de la ciutat (com, a partir de 1919, l'associació "Pro cultura femminile") i a músics i intel·lectuals com Guido M. Gatti, Vincenzo Davico, Giorgio Federico Ghedini, Alfredo Casella.
Aquest va ser el període més fructífer per a la seva creativitat musical i literària: obres com la Sonata per a violí i piano en fa sostingut menor (1912), la Sonata "Tardor" (1916-1917) i els Nou Poemes per a piano (1917-1920) van veure la llum, nascudes de la nova però inevitable comparació musical de Debussy i Ravel, també conquerida per l'horitzó i l'escola russa, juntament amb un desig incessant de mostrar una veu personal. El descobriment de la música d'altres nacions va donar com a resultat una sèrie d'escrits apareguts a les principals revistes musicals de l'època i caracteritzats per un estil original, a mig camí entre la prosa artística literària i una anàlisi musical velada i idealista.
A partir de 1925 va ser professor de piano i, posteriorment, de composició (fins a 1955) al Conservatori de Torí i els seus escrits teòrics i didàctics es remunten a aquesta activitat. En la mateixa dècada va continuar distingint-se tant per la seva activitat com a intèrpret d'autors contemporanis, entre els quals Ernest Bloch, com com a director del Doble Quintet de Torí, un singular grup de música de cambra format per un quintet de vent i un quintet de corda, que entre 1920 i 1925 va presentar un innovador repertori de música antiga i composicions modernes que van compondre per a ell arreu d'Itàlia, específicament.
Encara que Perrachio era personalment reservat, no li importaven gaire els contactes amb cercles musicals fora de la seva ciutat; una timidesa innata, combinada amb un sentit aristocràtic de la composició, el va portar a publicar només una petita part de les seves obres (sobretot les per a piano i lletres) i a partir de mitjans dels anys vint a confinar-se en una mena d'aïllament voluntari. En aquesta dècada van néixer pàgines reflexives, confiades al seu instrument preferit, el piano, entre les quals els notables Vint-i-cinc preludis (1929) i la sèrie de tres sonates populars italianes (1926-28: I. per a arpa sola; II. per a violí i piano; III. per a trio de corda), inspirades en les darreres obres de cambra de Debussy.
A la dècada de 1930 va intentar la composició orquestral i el gènere del concert per a instrument sol i orquestra: entre aquests es troben el Concert per a piano i orquestra (1931-1932) i el Concert per a violí i orquestra (1932). En els mateixos anys es dedicà a compondre la seva única obra teatral, Mirtilla (1937-1940), un drama fosc a partir d'un text del poeta Nino Costa, ambientat en l'època de la revolta dels Tuchini a Canavese, i musicat amb tons de vegades veristes i populars, de vegades íntims. La Mirtilla va romandre inèdita i només es va representar l'any 2000 en una re-elaboració de Gianni Monasterolo per al "Piccolo Regio" de Torí.
Els darrers anys van estar marcats per l'interès per la música popular del Piemont (3 Canzoni popolari fiorite e variate per a piano, 1958) i per una mirada nostàlgica a un món musical desaparegut, per exemple, en el Valses per a piano de 1953, amb un vague gust brahmsiano.
Molts dels manuscrits inèdits de Perrachio es conserven ara a la Biblioteca del Conservatori de Torí.

## Escrits
Les obres per a piano de Claude Debussy, Milà, 1924; The "Well-Tempered Clavier" de J.S.Bach, Milà, 1926, Treatise on Harmony, Roma, 1927 Bele fije e galantin Turin 1951: The Fundamental Principles of Musical Composition, Roma, 1955.